# Mu'min
Mu'min (arabisch مؤمن, DMG muʾmin) ist einerseits ein Name Gottes im Koran (siehe Koran, Sure 59 Vers 23), oder auch das arabische Wort für „Gläubiger“ im Sinn von „an etwas glauben“. Das Wort ist die aktive Partizipform IV des Stammes ʾ-m-n, das auch in anderen semitischen Sprachen verwendet wird, um das Konzept von Glauben, Vertrauen und Schutz auszudrücken – siehe Amen.
Gott wird im Koran selbst Mu'min genannt, was aufgrund der oben genannten Etymologie des Wortes am ehesten mit „jemand der Schutz gibt“ übersetzt werden kann, was ebenso für das Wort īmān zutrifft, welches beispielsweise in der gleichen Sure in Vers 9 vorkommt und sich am ehesten mit „sich gegenseitigen Schutz gewähren“ übersetzen lässt.
In den Ahadith findet der Begriff auch Anwendung für den Glauben in andere Konzepte, wie muʾmin bi-ʾl-kawkab (Gläubig in die Astrologie) oder ‚muʾmin bi-siḥr‘ (Gläubiger in die Zauberei), insofern ist dem Kontext zu entnehmen, ob damit die Inklusion oder Exklusion in den islamischen Glauben gemeint ist. Der Begriff wird auch in jüdischen und christlichen Schriften in arabischer Sprache für „Gläubiger“ verwendet.